# Vee-Jay Records
Pour les articles homonymes, voir Jay.
Vee-Jay Records est un label discographique américain, basé à Chicago, dans l'Illinois. Il est fondé en 1953 par Vivian Carter et son mari James Bracken, la première lettre de leurs prénoms formant le nom du label. Jusqu'à l'arrivée de Motown au début des années 1960, elle était la plus grande maison de disques dirigée par des Noirs américains. Cette compagnie a édité les trois premiers 45 tours américains des Beatles ainsi que leur premier album.
Le label publiait aussi ses disques avec les étiquettes Tollie Records et Oldies 45.

## Artistes notables
Parmi les principaux artistes du label dans les années 1950 figurent les chanteurs de blues Jimmy Reed, Memphis Slim et John Lee Hooker, ainsi que les groupes vocaux de rhythm and blues The Spaniels, The Dells et The El Dorados. Dans les années 1960, le label devient un label soul majeur avec Jerry Butler, Gene Chandler, Dee Clark et Betty Everett qui obtiennent des succès à la fois sur les palmarès pop et RnB. Vee-Jay a également été le premier label à publier au niveau national un disque des Pips (grâce à l'achat d'un master au minuscule label HunTom d'Atlanta), qui sont devenus Gladys Knight and the Pips en 1962 lorsqu'ils ont déménagé chez Fury Records.
Vee-Jay connait un succès important avec des groupes pop/rock 'n' roll, tels que les Four Seasons (leur premier groupe non noir) et les Beatles. Vee-Jay acquiert les droits de certains des premiers enregistrements des Beatles par le biais d'un accord de licence avec EMI, la filiale américaine Capitol Records n'étant initialement pas intéressée par le groupe. Cependant, la principale attraction de l'époque était un autre artiste d'EMI, Frank Ifield. Calvin Carter déclare plus tard : « Il y avait un disque numéro un en Angleterre à l'époque - c'était I Remember You de Frank Ifield. Nous avons pris le disque et, en guise d'introduction, ils avaient un groupe et nous ont demandé si nous pouvions les prendre aussi. Le groupe s'est avéré être les Beatles et nous avons obtenu un contrat de cinq ans avec les Beatles pour compléter le contrat avec Frank Ifield ».
La lignée jazz de Vee-Jay ne représentait qu'une petite partie des sorties de la société, mais elle a enregistré des artistes tels que Eddie Harris, Wynton Kelly, Lee Morgan, et Wayne Shorter. Le A&R pour les sorties jazz du label était Sid McCoy. La société avait également une ligne majeure de gospel, enregistrant notamment les Staple Singers, The Famous Boyer Brothers, the Argo Singers, Swan Silvertones, the Caravans, Dorothy Love Coates et les Gospel Harmonettes, et Maceo Woods. Vee-Jay a même sorti des comédies en LP, avec des disques de Dick Gregory, et Them Poems, le premier numéro de night-club de Mason Williams, enregistré avec un public en studio en 1964.

## Groupes et artistes
Parmi les artistes produits figurent :
- Betty Everett
- Jerry Butler
- Dee Clark
- Gene Chandler
- The Dells
- The Spaniels (en) (doo wop)
- Eldorados (doo wop)
- Jimmy Reed
- John Lee Hooker
- Jimmy Jones
- Maceo Woods Singers (gospel)
- Big Joe Williams
- Priscilla Bowman
- Jay McShann
- Sarah McLawler
- Wynton Kelly
- Lee Morgan
- Eddie Harris
- The Four Seasons
- Wayne Shorter[6].